# Майтрі (антарктична станція)
Майтрі — індійська антарктична станція, названа на честь Майтрея.
Майтрі знаходиться на території антарктичного оази Ширмахера. Всупереч поширеній думці, це не перша, а друга станція Індії після Дакшін-Ґанґотрі. Заснована полярна станція була в 1989 році.
Майтрі — цілорічна станція, на ній проводяться біологічні, гляціологічні і метеорологічні дослідження. Персонал в середньому становить близько 25 чоловік. На станції також встановлений телескоп.
Індія з 1983 року активно бере участь в антарктичних наукових дослідженнях, а станція Майтрі є її основним науковим форпостом в регіоні. В 2007 році в тропічному Делі була навіть проведена консультативна зустріч з дотримання договору про Антарктику.